# Фурман, Василий Андреевич
Васи́лий Андре́евич (нем. Wilhelm Heinrich) Фу́рман (1810—1876) — архитектор, академик архитектуры Императорской Академии художеств.

## Биография
Подданный Пруссии. Вольноприходящий ученик  Императорской Академии художеств (окончил 1838). Имел дозволение исполнять задававшиеся ученикам Академии художеств программы и выставлять на экзамены, что он и делал, работая под присмотром профессора А. П. Брюллова и представляя Академии свои проекты: «театра на 500 человек» (за который он получил звание неклассного художника, 1838), «кладбищенской церкви на 1000 человек» (1842), «инвалидного дома» (1846), «театра на 1000 зрителей».
Был признан «назначенным в академики» (1845). Избран в академики (1848) за «проект театра».
Сын — Николай (1848—1883) также был архитектором.